# Бойко, Валентина Владимировна
Валентина Владимировна Бойко (род. 15 января 1946, Приазовский район, Запорожская область, с. Чкалово Приазовского района Запорожской области) — советская и украинская театральная актриса, певица, народная артистка Украины (1993). Член Союза театральных деятелей Украины.

## Биография
В 1967 году окончила Киевское музыкальное училище имени Рейнгольда Глиэра (преподаватель И. Полякова).
В 1967—1969 гг. — актриса Житомирского областного украинского музыкально-драматического театра имени Ивана Кочерги.
С 1979 г. актриса Крымского украинского музыкального театра в Симферополе.

## Роли
- Одарка («Запорожец за Дунаем» Гулака-Артемовского)
- Любаша («Севастопольский вальс» Листова)
- Кэрри («Сестра Керри» Паулса)
- Сильва, Теодора, Марица, Баядера («Сильва», «Принцесса цирка», «Марица», «Баядера» Кальмана)
- Лилли-Кэт («Целуй меня, Кэт!» Портера)
- Розалинда («Летучая мышь» Штраусса)
- Зарема («Бахчисарайский фонтан» по Пушкину)
- Королева Анна («Ваш ход, королева!» Журбина)
- Гордиля («Цыганка Аза» Филипенко)
- Маричка («колдунья синих гор» Сычевского) — премия Союза театральных деятелей имени Марии Заньковецкой

## Ссылка
- Мистецтво України: Енциклопедія в 5 томах. / А. В. Кудрицький, відповідальний редактор. — К.: «Українська енциклопедія» ім. М. П. Бажана, 1995. — Т. 1 : А — В. — С. 226. — ISBN 5-88500-271.
- Мистецтво України : Біографічний довідник / упоряд.: А. В. Кудрицький, М. Г. Лабінський; за ред. А. В. Кудрицького. — К. : «Українська енциклопедія» ім. М. П. Бажана, 1997. — С. 73. — ISBN 5-88500-071-9.
- Бойко Валентина Владимировна / Л. И. Данчук, Ф. Н. Деревянко
- Кто есть кто в Крыму … 2002—2003. Персоналии, структуры. — Таврический издательский дом, 2002. С. 46